# Гасанов, Табил Гасым оглы
Табил Гасым оглы Гасанов (азерб. Tabil Qasım oğlu Həsənov; 4 июля 1960, Косалар, Нагорно-Карабахская автономная область — 29 марта 1992, Косалар, Ходжалинский район) — азербайджанский военный, участник Первой карабахской войны, Национальный герой Азербайджана (1995, посмертно).

## Биография
Гасанов родился 4 июля 1960 года в селе Косалар Ходжалинского района Нагорно-Карабахской автономной области Азербайджанской ССР. В 1977 году окончил среднюю школу. В 1980 году был призван на военную службу. Позже он начал работать в Косаларском отделе связи.
15 декабря 1991 года, во время Первой карабахской войны, принимал участие в обороне села Джамилли от армянских военных. После успешной обороны села получил прозвище «Гыргызский орел». Позднее принимал участие в успешной обороне села Мешали.
29 марта 1992 года принимал участие в обороне села Косалар, в ходе которой погиб. Указом № 262 президента Азербайджана от 15 января 1995 года Табилу Гасанову было посмертно присвоено звание «Национальный герой Азербайджана». Похоронен в селе Косалар.

## Семья
Был женат. Имел троих детей.